# Ramnogaster melanostoma
Ramnogaster melanostoma är en fiskart som först beskrevs av Eigenmann, 1907.  Ramnogaster melanostoma ingår i släktet Ramnogaster och familjen sillfiskar. IUCN kategoriserar arten globalt som livskraftig. Inga underarter finns listade i Catalogue of Life.